# Малі Ледниці
Мале Ледніце (словац. Malé Lednice) — село, громада округу Поважська Бистриця, Тренчинський край. Кадастрова площа громади — 15.11 км².
Населення 485 осіб (станом на 31 грудня 2021 року).

## Історія
Мале Ледніце згадується 1339 року.

## Населення
| Рік:            | 1994. | 2004.   | 2014.   | 2024.   |
| --------------- | ----- | ------- | ------- | ------- |
| Кількість осіб: | 530   | 528     | 507     | 494     |
| Різниця:        |       | -0,37 % | -3,97 % | -2,56 % |

| Рік:            | 2023. | 2024.   |
| --------------- | ----- | ------- |
| Кількість осіб: | 489   | 494     |
| Різниця:        |       | +1,02 % |